# Pressetiska systemet
Det pressetiska systemet i Sverige avser Medieombudsmannen (MO) och Mediernas Etiknämnd (MEN).

## Tidigare system
I det tidigare systemet ingick Pressombudsmannen (PO) och Pressens Opinionsnämnd (PON) i det pressetiska systemet. Systemet finansierades av Tidningsutgivarna och organiserades under Pressens samarbetsnämnd.
Sveriges största dagstidning Dagens Nyheter var inte medlem i Tidningsutgivarna men bidrog till att finansiera det pressetiska systemet ändå genom ett särskilt avtal.

## Nuvarande system
Organisationen Medieetikens förvaltningsorgan (Mefo) bildades i september 2019 och motsvarar Pressens samarbetsnämnd i det tidigare pressetiska systemet.
Viveka Hansson är ordförande (2024). Övriga styrelseledamöter (2024) är Robert Aschberg, Cilla Benkö, Ulrika Hyllert, Hanna Stjärne, Kerstin Neld, Kalle Sandhammar och Johan Taubert.